# Batmobile
La Batmobile è l'automobile personale del supereroe della DC Comics Batman. La macchina ha subito l'evoluzione dal fumetto alla televisione al film. Tenuta nella Batcaverna, a cui si accede attraverso alcune entrate segrete, la Batmobile è un veicolo pieno di strumenti e oggetti per le attività anticrimine di Batman.
Batman la guida già nella sua prima avventura a fumetti in Detective Comics n. 27 (maggio 1939): una berlina, a cui ci si riferisce come "la sua macchina". Presto l'auto assunse uno stile più "pipistrellesco", includendo le tipiche, inconfondibili alette sul retro. Nei primi tempi della carriera di Batman, l'auto fu modificata con l'aggiunta di una blindatura per protezione e modifiche tecnologicamente avanzate al fine di personalizzarla. La Batmobile ha avuto numerose incarnazioni e il veicolo, dal punto di vista tecnologico, è sempre stato presentato come un veicolo d'avanguardia.

## Storia editoriale
Il veicolo che divenne la Batmobile fu introdotta in Detective Comics n. 27 del 1939, nella prima storia di Batman. Originariamente, il veicolo era una semplice convertibile rossa le cui funzioni non erano nulla di speciale. Sebbene il Batplano sia stato introdotto in Detective Comics n. 31, il nome "Batmobile" non fu utilizzato per la macchina di Batman e Robin fino alla pubblicazione di Detective Comics n. 48 (febbraio 1941). Seguirono altri Bat-veicoli, tra cui il Batciclo, la Batbarca e il Redbird di Robin.
Il design della macchina si evolse gradualmente. Divenne un'auto «specialmente costruita ad alto potenziale» in Detective Comics n. 30, e in Batman n. 5, cominciò con un ornamento da cofano più grande ed una verniciatura più scura.
Col tempo, il disegno dominante incluse un corpo scuro più largo con accessori a forma di pipistrello, incluse le ali sul retro, rassomiglianti proprio ad ali di pipistrello.
In Batman n. 5 venne introdotta una Batmobile più lunga, più potente e aerodinamica, con un'alta ala scolpita e una intimidatoria testa di pipistrello sul davanti. Tre pagine dopo la sua introduzione, finisce giù da una rupe a causa del Joker, che la fa sfracellare nel burrone sottostante. Tuttavia, una Batmobile del tutto identica fu reintrodotta nello stesso albo, in una storia successiva.
La serie televisiva Batman del 1966-1968 fu così popolare che l'eccessivo umorismo e l'elegante Batmobile disegnata da George Barris furono subito introdotte nei fumetti di Batman. Ma gli eccessi e frivolezza della serie non si adattarono alla vecchia guardia di fan di Batman. Così quando la serie fu cancellata nel 1968, il fumetto fu riaggiornato diventando più "dark" e più serio. Questa versione della Batmobile apparve periodicamente nei fumetti, per esempio in Detective Comics n. 850 e nel numero Batman Confidential.
Nella miniserie a fumetti Il ritorno del Cavaliere Oscuro di Frank Miller (1986), la Batmobile è una versione modificata di un veicolo armato per il controllo delle rivolte, completa di fucili mitragliatori che sparavano proiettili di gomma, un largo cannone montato sul davanti e un grande serbatoio in sostituzione del battistrada degli pneumatici. Secondo le parole di Batman, l'unica cosa che avrebbe potuto perforarla «non viene da questo pianeta». La Batmobile comparve anche in All Star Batman e Robin n. 4, dove viene costruita da alcuni robot nella Batcaverna.
A partire dagli anni novanta, il numero di fumetti in cui compariva Batman crebbe a dismisura con storie in cui faceva da comparsa, serie limitate e storie a fumetti. Allo stesso tempo, vi erano considerevoli sperimentazioni di stili di illustrazioni. Con diversi stili d'illustrazione in diversi fumetti, vi furono naturalmente diverse versioni della Batmobile, con disegni della Batmobile che passavano da tipica a pratica e da stilizzata a stravagante.
Durante la storia Cataclysm, si scopre che Batman ha una varietà di veicoli in giro per la città nell'evenienza che non riesca ad averne uno in tempo in caso di bisogno. Uno Hummer serve da veicolo primario per l'attraversamento delle rovine dovute al terremoto durante la storia Aftershock, dato che la maggior parte delle Batmobili era stata demolita durante il terremoto. Questi veicoli non sono così sofisticati come può esserlo la Batmobile, ma alcuni di esse sono protetti contro l'assalto di autoveicoli militari.
Nella storia Batman: Hush, una tavola di Jim Lee mostrava tutte le Batmobili precedenti (da film, fumetti e serie TV), in un deposito nella Batcaverna. Un esempio del dialogo tra Batman e Nightwing ne affermava il punto: «Batman: "Prendiamo la macchina". Nightwing: "Ok. Quale?"». In più, alcune incarnazioni dei personaggi, come nella serie animata di Batman del 1992-1995, fa intendere che Batman possieda una grande flotta di veicoli di vari modelli e fatture così come varie utilitarie da utilizzare quando la Batmobile possa dare troppo nell'occhio.
In All Star Batman e Robin n. 3 di Frank Miller, la macchina può mutarsi in un Jet e in un sottomarino. Dick Grayson afferma che il nome «Batmobile» è «del tutto strano».
Il Batmobile Owner's Manual, un testo metanarrativo pubblicato nel 2008, forniva spiegazioni teoriche come se l'automobile fosse vera. Il manuale afferma che il motore a cinque cilindri della Batmobile è più potente del motore di una turbina di un jet e capace di raggiungere la potenza di 1700 cavalli vapore.
Nella nuova serie Batman and Robin (2009-2011) viene rivelata una nuova Batmobile. Questo modello è notevolmente diverso a livello di design (più piccola e compatta) rispetto ai modelli passati e capace di volare. Con i reboot della DC Comics, i New 52, sempre nella testata "Batman e Robin" viene mostrata un'ennesima nuova Batmobile, dal design assai futuristico, anche questa capace di volare, decollando in verticale.

## Film Serials

### Batman
Nel telefilm Batman del 1943, veniva utilizzata una Cadillac nera da Bruce Wayne e Dick Grayson, così come dalle loro identità segrete, Batman e Robin. Alfred Pennyworth fu l'autista del Dinamico Duo per entrambe le identità. Infine, la Cadillac fu rimpiazzata da una Limousine.

### Batman & Robin
In Batman & Robin, il serial successivo del 1949, il duo andava in giro su una Mercury del 1949.

## Serie TV
La Batmobile utilizzata nella serie TV trasmessa dal 1966 al 1968 e nel suo adattamento in film, cominciò con una Ford chiamata Lincoln Futura, costruita oltre un decennio prima, nel 1954. Il corpo a forma di manta dell'elegante veicolo fu costruito dalla Ghia in Italia. Nel 1959, la Futura fu caratterizzata dallo sfoggio una nuova vernice rossa nel film Cominciò con un Bacio, con protagonisti Debbie Reynolds e Glenn Ford. Nel 1965, la ABC scelse il famoso caratterista di Hollywood George Barris per disegnare una Batmobile per il prossimo show di Batman pronto per andare in onda. Dean Jeffries lavorò alla progettazione alla fabbricazione della nuova Batmobile, utilizzando una Cadillac del 1959, ma quando la produzione volle la macchina più veloce che potesse trovare, egli passò il progetto a George Barris. Con la scadenza a tre settimane, Barris decise che piuttosto che costruire un'automobile da zero, sarebbe stato meglio trasformare la Lincoln Futura nel famoso veicolo anti-crimine. Barris ingaggiò Bill Cushenberry per modificare le parti metalliche dell'automobile. Durante le riprese dello show sorsero vari problemi dovuti all'età della macchina: si surriscaldò, la batteria si scaricò e le costose gomme Mickey Thompson continuavano a sgonfiarsi. Dalla metà stagione, il motore e la trasmissione furono rimpiazzate con quelle della Ford Galaxie. L'influenza più forte avuta da questo nuovo modello è una spinta a razzo che solitamente dava fuoco alla parte posteriore dell'auto quando questa effettuava una partenza accompagnata da una "sgommata".

### Caratteristiche
I gadget della Batmobile includevano una sega circolare montata sul davanti, laser, razzi, un telefono di bordo, un radar, un monitor, un computer di bordo e un faro della polizia. Se necessario, la Batmobile era capace di girarsi velocemente di 180 gradi grazie a due paracadute di 10 pollici montati sul retro, ed era equipaggiata con un emettitore di fumo e un emettitore di puntine per scoraggiare gli inseguitori. Alcuni cambiamenti furono aggiunti durante il proseguimento della serie, incluse le targhe, un cambio dei cerchioni degli pneumatici e l'aggiunta di alcuni gadget quali una telecamera per la visione posteriore dell'auto e un ariete. Altri dispositivi includevano:
- Leva di Emergenza per la svolta dell'automobile (consentiva l'uscita di due paracadute che facevano girare la macchina di 180 gradi)
- Bat-raggio (poteva per esempio aprire le porte dei furgoni)
- Estintore istantaneo di fiamme
- Batcomputer di bordo
- Bat-Laser
- Rigonfiatore d'emergenza degli pneumatici
- Bat-muro di fumo
- Bat-ariete (utilizzato per abbattere porte rinforzate)
- Unità vocale di collegamento alla Batmobile
- Bat-fotoscopio (lavorava in congiunzione con i File in Microfilm nella Batcaverna. Mediante questo attrezzo una fotografia del file criminale poteva essere riprodotta ed analizzata nella Batmobile)
- Bat-fono
- Dispositivo in banda larga per l'aiuto in un inseguimento da parte della polizia
- Dispositivo ricetrasmittente per il rintracciamento dei criminali
- Reggi-bevande

### Altre apparizioni
- Barris costruì due copie della Batmobile in vetroresina per esibirle allo show delle automobili e una terza per una corsa di prova. Infine, le tre copie furono ricoperte di una vernice nera lanosa e vellutata, presumibilmente per coprirne le ammaccature. Più tardi, tutte e tre furono restaurate nella loro versione con la vernice lucida. Tutte e tre le repliche sono modelli basati sulla Ford Galaxie degli anni 1965 e 1966. Barris ha mantenuto la proprietà della versione utilizzata nella serie televisiva, in mostra alla Barris Customs in North Hollywood, California. Le tre copie di Barris risiedono in tre residenze diverse in collezioni private, inclusa un'esibizione della versione da corsa guidata dal motociclista da competizione Wild Bill Shrewsberry.
- Una di queste tre Batmobili fu venduta alla Coys Spring Classic Cars Auction il 27 febbraio 2007, al Royal Horticultural Hall a Londra. La Coys Auction disse di aspettarsi che l'auto costasse più di 75000 £, alla fine il costo fu di 119000 £, l'equivalente di 233000 $ di quel tempo.
- Un episodio de I Simpson ebbe come guest star Adam West e la Batmobile. In un altro episodio la Batmobile si trovava in un museo esposta accanto a Herbie, il Maggiolino Matto e una delle macchine di Mad Max. In quest'episodio all'interno della Batmobile vi erano un Batman e un Robin in carne e ossa, che cercavano di nascondere, in modo del tutto vano, di non essere manichini.
- In un episodio di The Man Show, un concorrente vinse una corsa sulla Batmobile accanto ad Adaw West nel gioco "Ruota della Fortuna".
- La versione Lincoln Futura della Batmobile si vede nel film Gli Scaldapanchina, guidata da Jon Lovitz.
- Nel 2003, Adam West e Burt Ward si riunirono per un telefilm dal titolo Ritorno alla Batcaverna: Le Disavventure di Adam e Burt che combinava ricreazioni drammatizzate delle scene delle puntate del vecchio telefilm, con l'odierno metodo di ripresa di West e Ward alla ricerca della Batmobile rubata.
- Nel numero 9 del fumetto della serie Justice (febbraio 2007), Batman indossa un'armatura che presenta le caratteristiche della Batmobile originale della serie TV.
- Compare in uno spot televisivo degli anni ottanta, in cui Batman e Robin decidono di utilizzare una Austin Metro al posto della Batmobile a causa delle sue dimensioni ridotte, che gli permettono di districarsi più facilmente nel traffico di Gotham City durante l'ora di punta e arrivare a destinazione più velocemente.
- Nel film Rock star il protagonista Chris (Mark Wahlberg) gareggia contro il suo chitarrista Kirk, il quale guida una Ferrari, dopo aver scommesso i libretti delle automobili.
- In The LEGO Movie Batman è un coprotagonista e la sua prima scena è la seguente: i protagonisti stanno cadendo in un precipizio, vengono salvati da Batman sul Batwing, successivamente, il veicolo si trasforma nella Batmobile.
- In Batman of the Future, la macchina personale di Bruce Wayne era modellata sulla falsariga della vecchia Batmobile di Batman (serie animata 1992).

## Animazione

### I Superamici
La Batmobile presente nel cartone animato I Superamici era il modello Lincoln futura utilizzata nella serie televisiva con protagonista Adam West. La differenza principale con la versione della Batmobile dei Superamici era che le linee della macchina erano modificate sostanzialmente per il loro utilizzo animato. Il cambio più ovvio era il muso della macchina, dove la cappa ricevette una depressione a "V" che ingigantiva la fascia anteriore. Fu anche la prima Batmobile ad avere il simbolo di Batman con sfondo giallo sulle portiere. Questa caratteristica particolare fu presto adottata dai disegnatori dei fumetti di Batman.
Con l'inizio di Challenge of The Super Friends nel 1978, la Batmobile fu rinnovata. Questa nuova versione fu sviluppata per avere uno stile più aerodinamico. In più questa Batmobile era più piccola delle precedenti versioni. Essa prevedeva un muso più inclinato e un paio di ali sul retro che gli consentivano di volare. Caratteristiche che furono portate oltre dall'originale Batmobile dei Superamici era la Bat-mascheramali sulle fiancate, un parabrezza formato da due cupole e una verniciatura a schema blu.
Nel 1984, I Super Amici fu rinnovato (prima come Super Friends: The Legendary Super Powers Show e poi con The Super Powers Team: Galactic Guardians) per fare da spalla al Super Powers Collection di Kenner. La Batmobile fu prodotta in modellini giocattolo, con due personaggi da far sedere all'interno, e aveva un ariete sul davanti e una tenaglia sul retro. A metà del 1985, una variante particolare della Batmobile di Super Powers comparve sia in Batman che in Detective Comics. Questo disegno aveva un set pieno di tettoie sul retro e sul davanti, porta bottiglie per la Coca Cola, ali integrate, e le tipiche caratteristiche da automobile giocattolo. La sola differenza tra la macchina e la sua controparte giocattolo era il muso, che occasionalmente appariva più lungo e più a punta.

### Universo DC animato
La Batmobile fece la sua comparsa in varie serie del Universo Animato DC, incluso Batman, Le avventure di Superman, Batman - Cavaliere della notte, Justice League e Justice League Unlimited.
La Batmobile utilizzata per la serie animata Batman combinava anch'essa elementi di varie epoche per produrre un veicolo lungo, basso, con linee ben quadrate, lunghe ali e un muso smussato con una griglia massicciamente cromata che poteva essere di qualsiasi epoca dagli anni trenta agli anni novanta. Questa versione della Batmobile in qualche modo somigliava alla versione della Batmobile dei due film di Tim Burton. Nonostante l'ovvia presenza del getto di scarico, lo show utilizzava frequenti effetti sonori da un motore alternativo per le scene di guida della Batmobile.
Questo, più scene dirette in cui si vedeva l'interno del motore (come nell'episodio "Il Meccanico"), suggeriva che la macchina utilizzava un motore con un pistone più largo per la potenza primaria e un getto ausiliario per l'accelerazione avanzata. In Le nuove avventure di Batman, la Batmobile fu ridisegnata, ma il getto di fuoco sul retro non fu inserito. La Batmobile disegnata venne riutilizzata in Justice League e in Justice League Unlimited.

### Caratteristiche
Tra le caratteristiche della Batmobile di Batman: La Serie Animata vi erano: dispersori di fumo e olio, squartatori del mozzo degli pneumatici, missili intelligenti, dispersore di gas lacrimogeno, eiettore del sedile, pneumatici e costituzione dell'automobile in lega di titanio e getto di scarico reversibile. Aveva anche un sofisticato antifurto armaturizzato in caso che qualcuno avesse provato ad entrarvi quando fosse stata lasciata incustodita, ma non erano i tipici pannelli visti nel film di Tim Burton del 1989. Nonostante l'ovvia presenza del getto di scarico, lo show presentava effetti sonori da un reciproco motore per le scene di guida.

### The Batman
Nella serie animata The Batman, la Batmobile somigliava ad una sport coupé con più marmitte che sporgevano dal paraurti posteriore. Nella terza stagione, nell'episodio "RPM", questa Batmobile fu danneggiata invece di riparata, e Batman completò il disegno di un prototipo che montava un generatore di potenza "EXP" della Wayne Enterprises. Questa Batmobile era più lunga con un muso più basso e una sola marmitta nel retro della macchina. Alla fine dell'episodio, Batman riafferma che a causa del successo del motore "EXP", essa sia un guardiano. Nella quarta stagione, l'episodio "Artifacts" esplora Gotham City nell'anno 2027, completa di una batmobile simile ad un carrarmato come quella progettata da Frank Miller nel suo The Dark Knight Returns.

### Batman: Gotham Knight
Nel film da collezione presente solo in DVD Gotham Knight, La Batmobile fa la sua apparizione nell'episodio intitolato "Field Test". Mentre si trova nel continuum temporale del film di Christopher Nolan, è visibilmente un mix di tutte le Batmobili viste nei vari film. La Batmobile compare anche nell'episodio "Working Through Pain", in cui Alfred soccorre Batman. La Batmobile che compare in quest'episodio somiglia molto a quella del film del 1989.

### Batman: The Brave and the Bold
La Batmobile di Batman: The Brave and the Bold prende le sue caratteristiche dai disegni dalla Batmobile Lincoln Futura e dalla Batmobile della Golden Age. Questa Batmobile ha la caratteristica di mutarsi in altri veicoli come il Batciclo, Batplano, Batsottomarino, Batrazzo e persino in un robot gigante. La versione giocattolo di questa Batmobile fa sì che si trasformi in un jet.
Nell'episodio Game Over, Gufo Nero Batman viene costretto ad utilizzare una Batmobile che somiglia alla Studebaker del 1944.

### DC UNiverse vs. Masters of the Universe
In questa miniserie del 2012, di sole 6 uscite, He-Man viene guidato da John Constantine alla BatCaverna, dove compaiono 2 versioni della Batmobile; quella del 1989 (il film di Tim Burton) e quella del 2005 (la Tumbler della serie diretta da Chris Nolan).

## Caratteristiche dal film

### I film di Burton
I film Batman e Batman - Il ritorno presentavano una Batmobile del tutto diversa. In Batman si vede la Batmobile per la prima volta quando Batman salva Vicki Vale dal Joker e i suoi scagnozzi fuori dal Gotham Museum of Art. I due quindi scappano sulla Batmobile e Batman porta entrambi nella Batcaverna dove dà a Vicky il segreto della combinazione chimica del Joker. La Batmobile ricompare quando Batman, recatosi nella fabbrica dove il Joker fabbrica il suo veleno (la Axis Chemical), semina esplosivi in giro per la fabbrica e la distrugge; l'auto ne esce intatta e raggiunge Batman, che aveva usato il pilota automatico.
In Batman - Il ritorno, la Batmobile presenta un rivestimento nero più sgargiante. In una scena molto accattivante del film, il Pinguino manomette la Batmobile per controllarla con Batman intrappolato all'interno. Alla fine l'eroe riesce a riavere i comandi e raggiunge la Batcaverna per ripararla.

### Specifiche tecniche
L'auto venne progettata dall'illustratore concettuale Julian Caldow. Il corpo dell'auto fu scolpito da Keith Short in collaborazione con Eddie Butler: era lungo, basso ed elegante, ed era costruito su un telaio Chevrolet Impala. Uno dei due esemplari utilizzati nel film è ora esposto presso il Petersen Automotive Museum di Los Angeles; l'altro è a Malibu nella collezione privata di Jon Peters. La parte posteriore della Batmobile ricorda quella della Fiat Turbina, una concept car a tubina a gas costruita dalla Fiat nel 1954.
- Lunghezza: 260,7 pollici (= 6,622 m)
- Larghezza: 94,4 pollici (= 2,398 m)
- Altezza: 51,2 pollici (= 1,300 m)
- Accelerazione: da 0 a 60 mph (= da 0 a 96,56 km/h) in 3,7 secondi
- Velocità massima: 530 km/h con il postbruciatore
- Motore: turbina di un jet, venne inserito nell'auto il motore impala da 365 cavalli (fonte contenuti speciali blu-ray)
- Carburante: Alta concentrazione di ottani; 97% di benzina speciale (mistura di benzina raffinata)
- Momento torcente: 1750 libbre per piede (circa 70 kg/m)
- Battistrada: 141,0 pollici (= 3,581 m)
- Cerchi: in lega 15 × 6,5
- Gomme: L60-15

Per manovre istantanee, questa Batmobile aveva un gancio montato lateralmente e un piede capace di sollevare e girare il veicolo di 180 gradi.

### Caratteristiche
È opinione comune che ogni gadget visto in questa Batmobile fosse totalmente funzionante, incluso il motore-turbina, che consuma carburante ad una velocità così elevata che c'era carburante sufficiente per soli 15 secondi di autonomia. Bombe sferiche sarebbero potute essere impiegate per questo film. Un postcombustore era posizionato sul retro. Le mitragliatrici Browning erano nascoste dietro i lembi di ciascun parafango. L'uncino da appiglio, una volta attaccato alla struttura, serviva per effettuare una svolta immediata a grande velocità, che gli inseguitori di Batman solitamente non potevano replicare. Aveva un sistema superidraulico per gli eventuali cambiamenti e un emettitore di batdischi che poteva sparare precisamente 15 bat-dischi al secondo. Altri gadget includevano il telaio del tettuccio retraibile della Batmobile utilizzato per entrare, perdi-olio ed emettitori di fumo. Internamente, due posti di pilotaggio con la strumentazione da aircraft, un monitor dal lato del passeggero, un sistema di auto diagnosi, un registratore di CD, ed un sistema di riconoscimento vocale. In Batman Returns viene mostrata una modalità secondaria a cui ci si riferisce come il Bat-missile, dove la Batmobile perde i pezzi dell'intelaiatura e gli pneumatici si ritirano più all'interno, dandole l'aspetto di una pallottola capace di passare attraverso passaggi molto stretti.
I pannelli della Batmobile sono fatti di un'armatura in ceramica ed esplodono quando colpiti da proiettili, per proteggere l'automobile e i suoi occupanti. Se Batman dovesse stare fuori dalla Batmobile per un prolungato periodo di tempo, può, mediante un comando vocale (più specificatamente attraverso la parola "scudi"), attivare il sistema di protezione della Batmobile, che impedisce che qualcuno possa intrufolarsi nella macchina quando viene lasciata incustodita. Piastre di acciaio antiproiettile e a prova di fuoco avvolgono completamente il corpo e il pozzetto. Quando questa protezione è in funzione, il veicolo non può essere guidato. In Batman gli scudi non funzionavano alla perfezione. In realtà, fu creato un modello a dimensione reale e fu creata la scena con la tecnica dello stop motion. In Batman Returns, gli scudi avevano le stesse caratteristiche. Tuttavia, il disegno era più piccolo e gli effetti speciali erano effettuati da un'immagine generata da un computer. Il motore era talmente potente che Michael Keaton (Batman) non ebbe mai il coraggio di spingerlo al massimo; quelle sequenze furono girate da stuntmen; altro problema fu la difficoltà di chiudere il portellone scorrevole a causa delle orecchie a punta della maschera.

### I film di Schumacher
Negli anni novanta la concezione dei film di Batman passò da Tim Burton al regista Joel Schumacher ed il disegno della Batmobile divenne incredibilmente più estroso; vennero posizionate luci ai cerchioni dell'auto, sul davanti e ai lati, e le ali a forma di pipistrello assunsero di nuovo il ruolo di alettoni. Nuovi gadget includevano un uncino capace di far viaggiare la Batmobile sui muri in verticale, così come la velocità massima fu incrementata permettendo così al veicolo di saltare da superficie a superficie durante gli inseguimenti tra le enormi statue e i grandi numeri di autostrade di Gotham City.
L'abilità di guidare sui muri della Batmobile di Batman Forever fu utilizzata come scappatoia al vicolo cieco in cui fu portato da Due-Facce e i suoi scagnozzi. Più avanti, si vede Dick Grayson prendere la Batmobile per un giro di piacere, senza il permesso di Batman e senza che questi lo sapesse. Alla fine venne distrutta quando l'Enigmista depositò un sacco pieno di esplosivi nell'abitacolo. Batman Forever è noto anche per la frase pronunciata da Batman alla Dottoressa Chase Meridian "È la macchina, vero? Piace a tutte le ragazze!".
Il disegno della Batmobile di Schumacher ha ricevuto parecchie critiche per la sua presunta somiglianza con un fallo.
In Batman & Robin la macchina è molto allungata senza troppe luci e con solo due alettoni (forse per ricordare la macchina di Burton). Non è chiaro in che modo la Batmobile rimane distrutta. Mentre Batman e Robin inseguivano Mr. Freeze, egli sparò un colpo del suo raggio congelante nella parte inferiore del veicolo per pochi secondi, prima dell'atterraggio finito in catastrofe. Tuttavia, nella scena successiva, nella Batcaverna, la Batmobile era parcheggiata al suo posto in perfette condizioni (probabilmente Batman possedeva una Batmobile di ricambio).

#### Specifiche tecniche
La Batmobile presente in Batman Forever vantava un motore ad alta prestazione Chevrolet 350 ZZ3. Aveva alta compressione, 345 cavalli vapore (257 kW), teste in alluminio, punte angolari e una turbina. Il corpo era formato da una lamiera in vetroresina esposta ad alte temperature. Tutta l'aria al suo interno fu estratta sebbene non ce ne fosse bisogno. L'interasse era di 3 metri, e le misure medie dell'interasse si aggiravano intorno a 2,95 metri. Complessivamente misurava 7,62 metri di lunghezza e 3,20 metri di altezza. Fibre di carbonio furono utilizzate per costruire il corpo di questa particolare Batmobile. La fibra di carbonio è il materiale utilizzato soprattutto per la costruzione di auto da Formula 1 e per jet F-16 da combattimento. Le specifiche di questa Batmobile nel film erano:
- Lunghezza: 7,62 m
- Larghezza: 2,397 m
- Altezza: 3,20 m
- Velocità massima: 530 km/h con il turbo
- Motore: motore da corsa
- Interasse: 3 m
- Pneumatici: a punta

In Batman & Robin, il disegno aerodinamico del telaio e l'interasse a forma di "T" rendevano una geometrica stabilità e contro bilanciamento alla Batmobile, permettendogli di voltare di 90 gradi a velocità superiori ai 70 km/h senza sbilanciarsi nella curva. Il piano iniziale era quello in cui la Batmobile avrebbe potuto trasformarsi nel "Bathammer" visto nel film, ma fu abbandonato. Le specifiche per la Batmobile in questo film sono le seguenti:
- Lunghezza: 10m. Le sei colonne fiammate a forma di "V" avevano una lunghezza di 1,80 m.
- Altezza: 1,5 m
- Velocità massima: 370 km/h, 563 km/h con la spinta del postcombustore; la TFX testò la velocità della Batmobile a 350 km/h, con i propulsori arrivò a toccare i 530 km/h.
- Motore: Chevy 350 ZZ3. Invece di una sola marmitta, questa Batmobile aveva una "coda da barca" posteriore fiancheggiata da parabordi separati, ognuno con tre ugelli di scarico più piccoli.
- Asse di base: 388 m
- Pneumatici: corse su gomme prototipo personalizzate da 22 pollici, 55 m di gomme Good Year.

### I film di Nolan (The Tumbler)

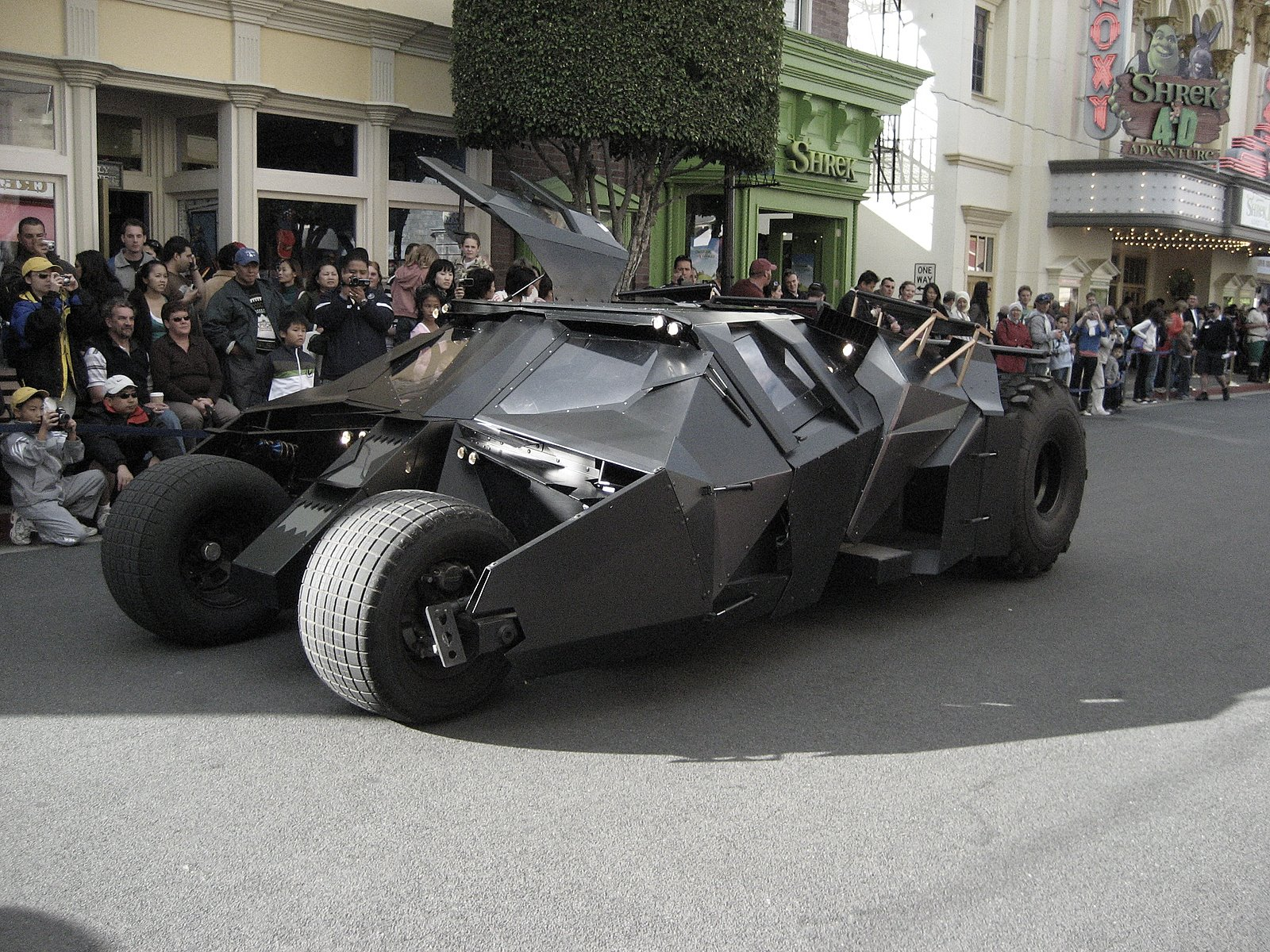
La Batmobile dei film di Christopher Nolan

La Batmobile protagonista dei film di Christopher Nolan Batman Begins e Il cavaliere oscuro aveva un aspetto molto più simile a quello di un carro armato con un'ispirazione alla spigolosa tecnologia stealth usata nell'ultima generazione di mezzi militari. Il veicolo non aveva un asse sul davanti, un disegno che fu influenzato dagli spinner visti nel film Blade Runner del regista Ridley Scott. Il disegnatore di produzione del film la descrisse come un incrocio tra una Lamborghini e un Hummer. C'è da dire che la forma di questa Batmobile ricorda un Lockheed F-117 Nighthawk.
Nel film del 2005, Bruce Wayne modificò un prototipo militare chiamato il "Tumbler", che fu disegnato come un mezzo di trasporto per gettare ponti: due di essi avrebbero saltato un fiume con due tir attaccati sul retro. Nel film di Nolan non ci si riferisce mai ad essa come "Batmobile". Per la produzione del film furono costruiti 5 modelli: due di dimensioni reali per la guida furono utilizzati in riprese esterne, un altro modello a dimensione reale con impianti idraulici fu utilizzato per le sequenze di salto, un'altra versione funzionante a dimensione reale trasportava un rifornimento di propano per l'esplosione della marmitta alla partenza e altri effetti pirotecnici, e un modello radio-controllato fu utilizzato per le scene di stunt (per esempio, la scena dell'inseguimento sui tetti). Questa particolare scena fu filmata per oltre 9 settimane, su un enorme set costruito su uno stage agli Shepperton Studios. Uno dei modelli è stato acquistato da uno sceicco di Dubai e lasciato abbandonato in strada, si tratta di quella progettata per l'esplosione della marmitta alla partenza. L'auto è stata modificata da Bear Garcia, uno dei meccanici della West Coast Customs di Pimp My Ride, per poterla rendere circolante su strada. Nico de Corato, italiano residente a Dubai, addirittura è riuscito a filmarla.
La Batmobile ritornò in Il Cavaliere oscuro comparendo per due volte durante le scene del film: quando Batman arresta lo Spaventapasseri ed i falsi "Bat-men" in un parcheggio, e nell'inseguimento dove viene danneggiata in modo grave da una reazione a catena, iniziata da un razzo sparato da un lanciamissili imbracciato dal Joker; Batman esce fuori dalla Batmobile nel suo Batpod (una simil-motocicletta formata dalle ruote, entrambe anteriori, della Batmobile). Una volta fuori, Batman programmò l'autodistruzione per la Batmobile. Si vede l'automobile anche nel trailer, dove esce improvvisamente da un'entrata segreta della Batcaverna.
Dopo l'uscita di Batman Begins, la Warner Bros. concesse al comico televisivo Jay Leno di poter guidare un esemplare della Tumbler su strada, per dimostrare che ben poco delle sue prestazioni dipendeva dagli effetti speciali. Nel 2008, durante la promozione di Il Cavaliere Oscuro, la Batmobile fu protagonista di un duello con una Toyota F1 Racing sul circuito inglese di Silverstone.

### DC Extended Universe

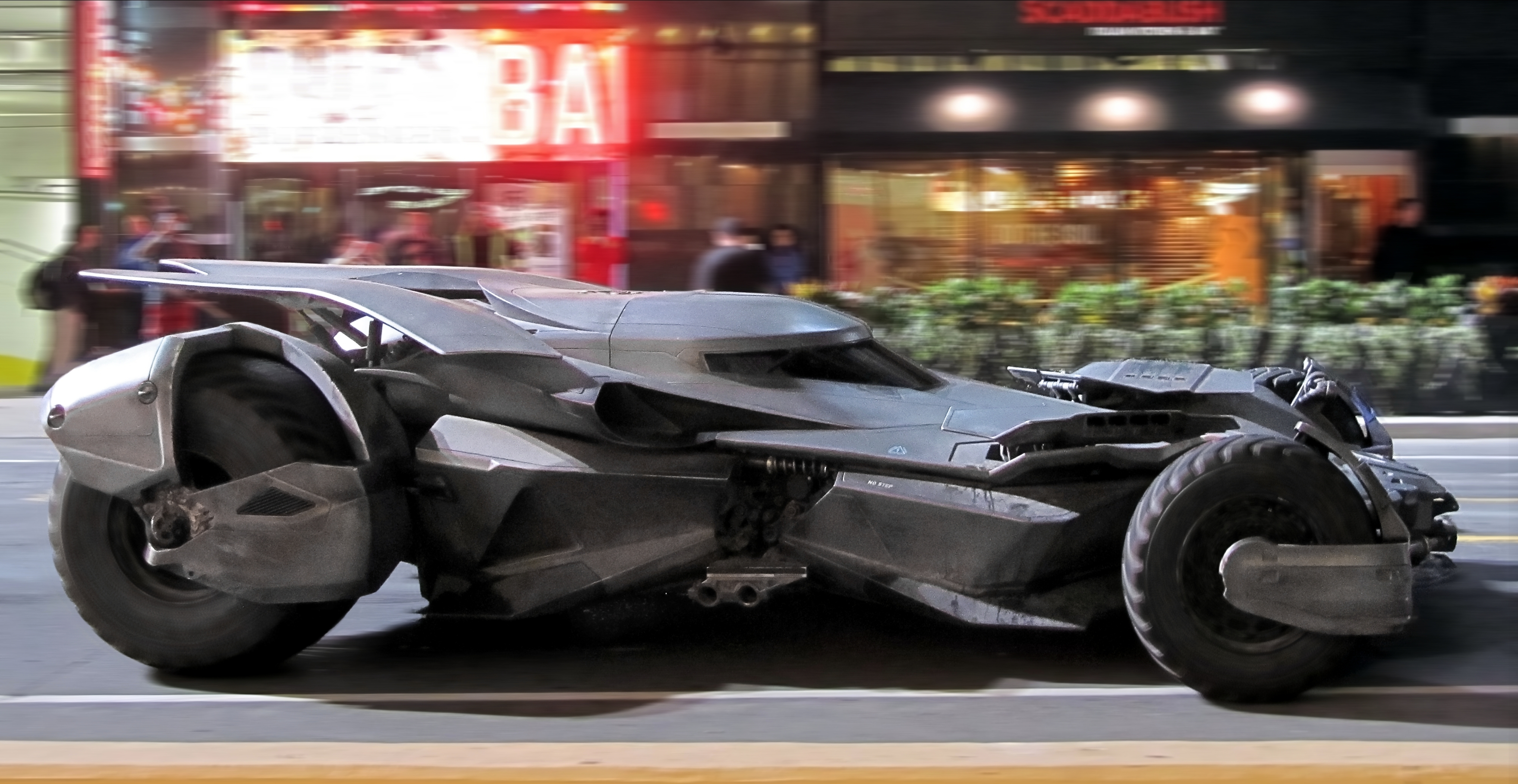
La Batmobile in Suicide Squad (2016)

Il nuovo modello di batmobile post trilogia di Nolan fa la sua prima apparizione durante l'inseguimento di Joker presente in un flashback del film Suicide Squad (anche se con alcune differenze rispetto a Batman v Superman: Dawn of Justice, Justice League e Zack Snyder's Justice League nel frontale per la mancanza del mitragliatore e del cannone principale).
Anche questa versione è un veicolo tattico corazzato a prova di proiettile capace di sfondare pareti. Il posteriore è caratterizzato dal già utilizzato nelle precedenti versioni motore-turbina, il frontale è contraddistinto dalla presenza di una mitragliatrice su piedistallo rotante e un cannone da artiglieria pesante simile a quello di un carro armato (non presenti nel cameo del film Suicide Squad); nel complesso il design tende a rendere il veicolo basso e compatto.
All'interno del mezzo i comandi la fanno da padrona, il cruscotto è costellato da leve e pulsanti sottolineando la funzione utilitaristica rispetto al design.

### The Batman
Nel film di Matt Reeves The Batman, Batman, interpretato da Robert Pattinson, guida un veicolo simile ad una muscle car; l'auto non sembra possedere armamenti, ma è antiproiettile ed estremamente resistente agli urti, oltre che molto potente. È dotata di un motore posteriore parzialmente scoperto, che comprende una turbina con postbruciatore per accelerazioni istantanee; ha anche un telefono incorporato. Durante un inseguimento su una superstrada molto trafficata sotto una pioggia battente, il veicolo resiste agli urti con oggetti caduti da autocarri e sperona la berlina guidata dal Pinguino, prende una rampa improvvisata per saltare un ingorgo causato dalle carcasse di automobili incidentate, oltrepassa le fiamme dell'esplosione e colpisce l'auto che inseguiva così forte da farla ribaltare più volte.

## Videogiochi
- La Batmobile è utilizzabile in un livello di The Adventures of Batman & Robin, un videogioco ispirato alla serie animata Batman; in esso, Batman guida l'auto per rintracciare e fermare Due Facce e la sua banda; Robin è nel veicolo come navigatore.
- La Batmobile è utilizzabile in Batman & Robin. Servirà a Batman per spostarsi attraverso Gotham City.
- La Batmobile è la protagonista di Batman: Gotham City Racer, in quanto il videogioco si basa su corse e inseguimenti automobilistici.
- La Batmobile è utilizzabile in un livello di Batman: Vengeance, dove Batman dovrà inseguire un'automobile guidata da un misterioso individuo che in seguito si rivelerà essere una creatura di Poison Ivy. Inoltre, nella versione per Game Boy Advance, ci saranno più livelli che vedono l'uso della vettura.
- In Batman: Rise of Sin Tzu è possibile notare la Batmobile nel livello in cui Batman deve impedire ai mercenari di Bane di distruggere le porte della Batcaverna.
- La Batmobile è utilizzabile in due livelli di Batman Begins. Nel primo Batman dovrà inseguire e fermare un camion contenente un dispositivo rubato dalle Wayne Industries, mentre nel secondo, il Cavaliere Oscuro dovrà sfuggire alla polizia e portare Rachel Dawes alla Batcaverna per somministrarle l'antidoto alla tossina dello Spaventapasseri.
- La Batmobile appare in Batman: Arkham Asylum, ma non è utilizzabile. All'inizio del videogioco Batman porta il Joker all'Arkham Asylum servendosi della vettura. In seguito verrà danneggiata dai tirapiedi del Clown Principe del Crimine sotto ordine di Harley Quinn, e infine verrà usata da Batman tramite comando remoto per liberarsi dalla presa di Bane e scagliare il supercriminale nel fiume di Gotham City.
- In Batman: Arkham City Batman cita l'episodio del videogioco precedente quando parla con Bane all'inizio della missione secondaria dedicata al supercriminale.
- In Batman: Arkham Origins è possibile vedere la Batmobile in fase di costruzione nella Batcaverna.
- La Batmobile ha un ruolo fondamentale in Batman: Arkham Knight. Questo nuovo modello funzionerà non solo come vettura, ma anche come un vero e proprio carro armato, fornito di armi per i combattimenti contro i blindati della milizia del Cavaliere di Arkham e di dispositivi per interagire con l'ambiente. Inoltre, attraverso contenuti scaricabili, si potranno utilizzare le Batmobili di altre saghe del personaggio, come la batmobile di Batman Begins, di Christopher Nolan, o come quella della serie televisiva del 1966 che, però, non avranno i sistemi di armamento della Batmobile del gioco; in seguito sarà aggiunta quella del DC Extended Universe, usata per Batman v Superman: Dawn of Justice, Suicide Squad, Justice League e Zack Snyder's Justice League.
- La versione della Batmobile del film Batman v Superman: Dawn of Justice è disponibile in Rocket League.
- Nel videogioco Injustice: Gods Among Us, la Batmobile appare nella supermossa di Batman, travolgendo l'avversario.
- La Batmobile appare in entrambe le stagioni della serie videoludica Batman: The Telltale Series. Oltre che usarla nei panni di Batman, Bruce Wayne può camuffarla da auto di lusso facendole cambiare colore ogni qualvolta si presenta in pubblico.